# Jason Williams (Basketballspieler, 1975)
Jason Chandler Williams (* 18. November 1975 in Belle, Virginia) ist ein ehemaliger US-amerikanischer Basketballspieler, der insgesamt zwölf Spielzeiten als Point Guard in der NBA aktiv war.
Williams wurde im NBA-Draft 1998 von den Sacramento Kings ausgewählt und spielte im weiteren Verlauf seiner Karriere auch für die Memphis Grizzlies, Miami Heat und Orlando Magic. Aufgrund seines spektakulären Spielstils erhielt er den Spitznamen „White Chocolate“.
Er war Stammspieler der Heat in den Playoffs 2006, als das Team die NBA-Meisterschaft gewinnen konnte. 2007 hat das Franchise Williams auf ihre Liste der 25 besten Heat-Spieler aufgenommen.

## Karriere

### College
In seiner ersten Saison (1995–96) an der Marshall University erreichte er durchschnittlich 13,4 Punkte und 6,4 Assists pro Spiel. Als 1996 sein damaliger Trainer Billy Donovan als Chef-Coach an die University of Florida wechselte, folgte Williams ihm. In seinem neuen Team war er sofort als Stamm-Point-Guard gesetzt und erreichte in der Saison 1997/98 durchschnittlich 17,1 Punkte und 6,7 Assists. Am 3. Dezember 1997 im Spiel gegen Duquesne stellte er mit 17 Assists einen College-Rekord auf. Noch in derselben Saison wurde er von der Schule verwiesen. Grund dafür waren seine andauernden Drogen-Eskapaden. Auf die Frage, was er in seiner College-Zeit am meisten mochte, antwortete er: „I cherished getting kicked out of school.“ („Ich liebte es, von der Schule zu fliegen.“)

### NBA
Nach dem Rausschmiss von der Universität entschied er, sich für den NBA-Draft 1998 anzumelden, wo er von den Sacramento Kings an 7. Stelle ausgewählt wurde. Die Kings hatten neben dem Rookie Williams auch noch andere hochwertige Spieler im Team: Chris Webber, Vlade Divac, Peja Stojaković. Somit wurden die Kings in diesem Jahr zu einem Play-off-Anwärter. Williams begeisterte dabei Fans und Experten mit seiner spektakulären Spielweise, die ihm den Spitznamen „White Chocolate“ und Vergleiche mit Pete Maravich einbrachten. In seinem ersten Jahr in der NBA war sein Trikot mit der Nummer 55 unter den Top 5 der meistverkauften Jerseys. Williams wurde zudem für seine Leistung im ersten Profijahr in das NBA All-Rookie First Team berufen.
In der Saison 2000/01 wurde er für die ersten 5 Saisonspiele von der NBA suspendiert, da er an einem von der Liga eingerichteten Anti-Drogen-Programm nicht teilnahm, obwohl er vertraglich dazu verpflichtet war. Obwohl Williams ein talentierter Spieler war, zeigte er nur wenig spielerische Verbesserung und wurde 2001 im Tausch für Mike Bibby zu den Memphis Grizzlies getradet.
Das Team der Grizzlies unter Trainer Sidney Lowe verbesserte sich daraufhin ungemein. Williams steuerte mit 14,8 Punkten und 8,0 Assists seinen Anteil dazu bei. 2002 konnte der General Manager Jerry West den schon im Ruhestand befindlichen Trainer Hubie Brown dazu bewegen, die Grizzlies zu trainieren. Die Mannschaft gewann in dieser Saison 28 Spiele mehr als im Vorjahr und stellte bis dato eine Franchise-Bestmarke auf. Bei den Memphis Grizzlies reifte Williams nach und nach zu einem der passsichersten Point Guards der Liga. Während er seine Punkt- und Vorlagenwerte auf 14 und 8 steigerte, reduzierte er die Anzahl der Ballverluste (Turnovers) auf 1,7 pro Spiel. Allerdings überstand Williams mit den schwachen Grizzlies in vier Jahren nie die 1. Runde der Play-offs.

In der Saison 2005/06 wurde Williams zu den Miami Heat transferiert und war Teil des Heat-Teams unter Trainer Pat Riley und den Starspielern Dwyane Wade und Shaquille O’Neal. 

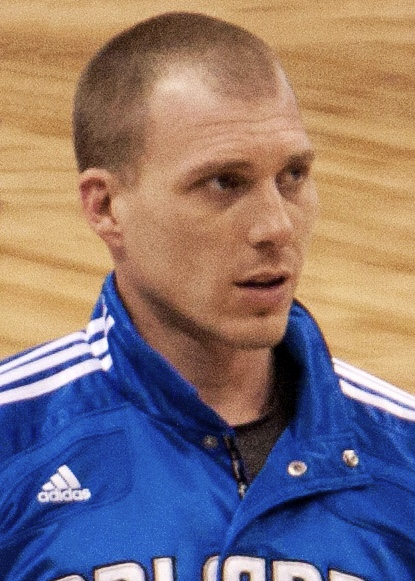
Williams im Trikot der Magic

Dabei war Williams in der Starting-Five des Teams als Point Guard gesetzt. Gegen die Detroit Pistons erzielte er im Spiel 6 der Eastern-Conference-Finals 21 Punkte, mit 10 Treffern aus 11 Versuchen. Jason Williams gewann seinen ersten NBA-Titel am 20. Juni 2006 mit dem Finalsieg über die Dallas Mavericks. Während der Finals erreichte er durchschnittlich 12 Punkte und 5 Assists.
In der darauffolgenden Saison war er weiterhin in der Anfangsformation des Teams (55 Spiele) gesetzt. Die Miami Heat erreichten abermals die Play-offs, wurden aber schon in der ersten Runde in nur 4 Spielen von den Chicago Bulls geschlagen und schieden enttäuschend aus. Trotz alledem wurde Jason Williams 2007 zu einem der 25 besten Heat-Spieler aller Zeiten gewählt.
Im Sommer 2008 unterzeichnete er einen Einjahresvertrag bei den Los Angeles Clippers. Völlig überraschend erklärte er aber kurz danach seinen Rücktritt aus der NBA nach nur 10 Jahren aktiver Spielerkarriere. Der Vertrag mit den Clippers wurde aufgelöst.
Mitte des Jahres 2009 kamen Gerüchte auf, Williams plane eine Rückkehr in die NBA. Letztendlich unterschrieb er am 19. August 2009 einen Vertrag bei den Orlando Magic. Dort spielte er als Back Up von Jameer Nelson eine solide Saison. Anfang 2011 wurde sein Vertrag von Seiten der Magic allerdings aufgelöst, da der Club nicht mehr mit ihm plante. Williams unterschrieb daraufhin für den Rest der Saison 2010/11 einen Vertrag bei den Memphis Grizzlies, für die er bereits von 2001 bis 2005 gespielt hatte. Am 18. April 2011 trat er endgültig vom Profisport zurück.

## Spielerprofil
Von Anfang an war Williams ein äußerst spektakulärer Spieler, der oft in Streetball-Manier riskante Pässe („Behind-the-back“, „No-look“, „Half-court“), sehenswerte Assists und aggressive Crossovers vollbrachte. Mit solchen Aktionen war er regelmäßig in den diversen Top Ten der besten Aktionen der NBA vertreten. 

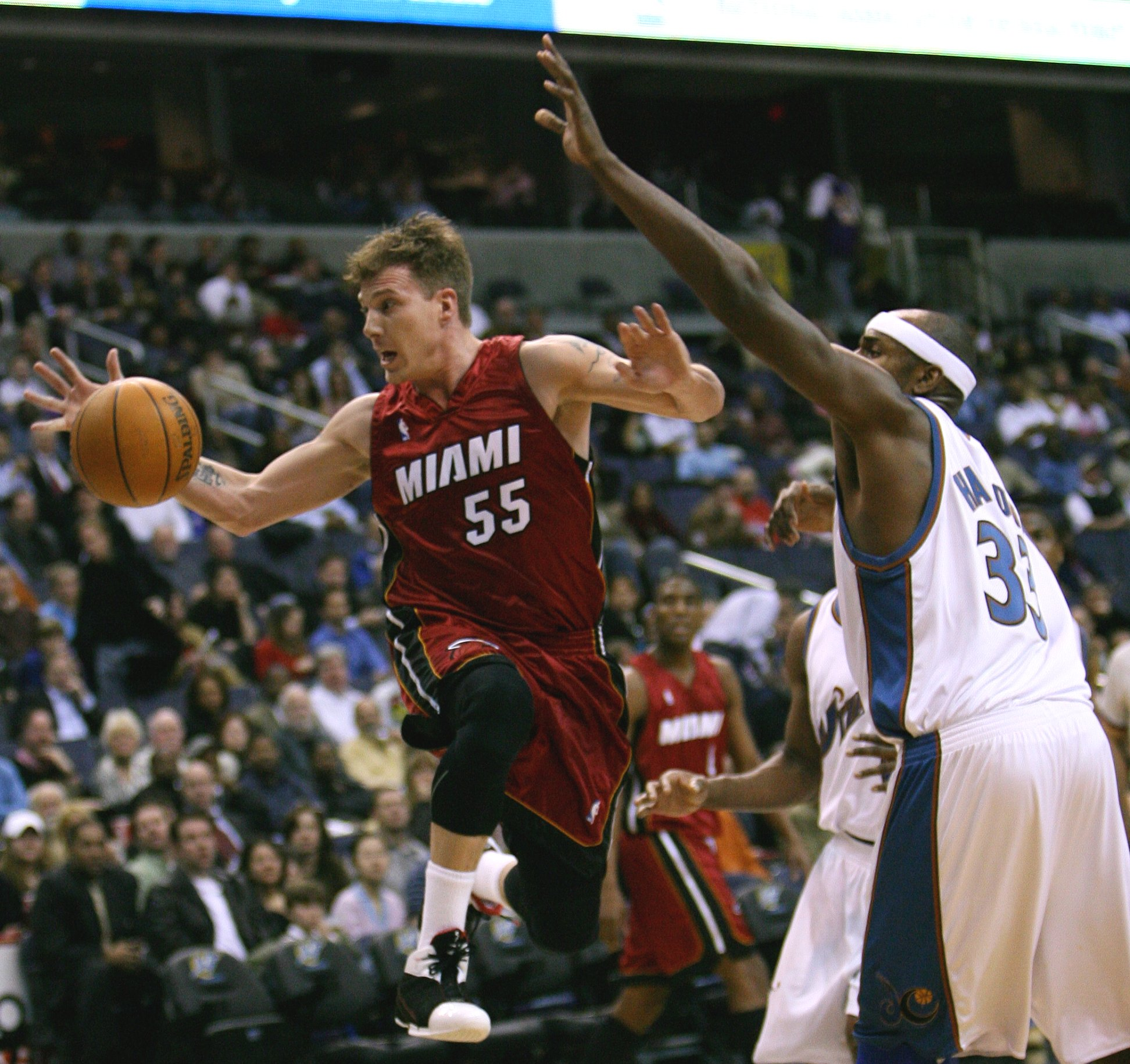
Williams war vor alles für seine spektakuläre Spielweise bekannt

Ebenfalls war er bekannt für seine 3-Punkte-Würfe, welche er aus nahezu allen Bereichen des Spielfeldes abfeuerte. Mit dieser Art und Weise war er aber auch oftmals Spitzenreiter bei den Ballverlusten. In seinem zweiten und vierten Jahr in der NBA hatte er durchschnittlich 3,5 Turnover pro Spiel. Wegen dieser Eigenschaften saß er am Anfang seiner Karriere oftmals auf der Bank, wenn auf dem Spielfeld Verantwortung gefragt war. In den Play-offs von 2000 saß er beispielsweise in allen 5 Spielen gegen die Los Angeles Lakers im 4. Viertel auf der Bank.
In seinen weiteren NBA-Stationen, Memphis und Miami, legte er weitestgehend seine spektakuläre Spielweise ab. Immerhin kam er in seinen letzten 3 Spielzeiten (ohne seine Statistik in Orlando) nie über durchschnittlich 1,89 Turnovers pro Spiel. Somit erreichte er auch eine der höchsten Assist-pro-Turnover-Raten der Liga. Bei seinem ersten Rücktritt hatte er einen Karriereschnitt von durchschnittlich 11,7 Punkten und 6,5 Assists pro Spiel.
Bei der Rookie Challenge des NBA All-Star Weekend 2000 vollbrachte er einen besonders spektakulären Pass. Während eines Fast Breaks deutete er einen Pass hinter seinem Rücken nach rechts an, spielte den Ball aber an den Ellenbogen des anderen Arms und passte somit nach links zu Raef LaFrentz. Er antwortete daraufhin auf Fragen der Reporter: „I did it so you all wouldn’t ask me to ever do it again.“ („Ich habe es getan, damit ich nie wieder darum gebeten werde es zu tun.“)

### Spitzname
Williams wurde während seiner Zeit in der NBA „White Chocolate“ („Weiße Schokolade“) genannt. Er bekam diesen Spitznamen in seinem ersten Jahr von Stephanie Shepard, einer Medienmitarbeiterin der Sacramento Kings.

## Privatleben
Trotz seiner Popularität versuchte Williams möglichst außerhalb des Rampenlichts zu stehen und hält sein Privatleben eher geheim. Williams ist mit Denika Kisty verheiratet, mit der er drei Kinder hat, und verbringt laut eigenen Angaben sehr viel Zeit mit seiner Familie.
Williams ist ein enger Freund von Shaquille O’Neal. Mit ihm hat er bei den Miami Heat zusammengespielt. O’Neal half den Heat 2005, Williams innerhalb des Mega-Trades (fünf Teams und 13 beteiligte Spieler) nach Miami zu holen. Williams wollte damals zusammen mit O’Neal in einem Team spielen, und O’Neal wollte einen Guard als Mitspieler, der eine gute Ergänzung zu Dwyane Wade darstellte und nebenbei noch spektakulär spielen konnte.
Williams hat mehrere Tattoos auf seinem Körper: einen Panther auf seinem rechten Arm, einen Drachen auf seinem linken Arm, und ein Auge auf seiner Brust. Laut eigener Aussage hilft ihm genau dieses Auge bei seinen außergewöhnlichen Pässen. Vor der Saison 1999/2000 hatte er einen japanischen Schriftzug auf seinem Arm tätowiert, welcher insane bedeutete („irre“/„verrückt“). Dieses Tattoo erregte insofern Aufmerksamkeit, als es während der ersten zwei Spiele in der 2000er Saison in Japan durch ein Armband abgedeckt war, da es offensichtlich in der japanischen Schriftsprache etwas Unangemessenes darstellte. Seit 2000 hat er auf seinem Arm einen Wolf, der einen Basketball festhält. Weiterhin hat er sich auf seinen Fingerknöcheln "White Boy" ("Weißer Junge") stechen lassen. Seit der Geburt seiner Kinder trägt er außerdem ihre Namen auf seinen Unterarmen.
Williams spielte an der High School mit dem ehemaligen NFL-Spieler Randy Moss zusammen in einem Team.